# جیلندی (شهرستان اوزکند)
جیلندی (به لاتین: Jylandy) یک منطقهٔ مسکونی در قرقیزستان است که در شهرستان اوزکند واقع شده‌است. جیلندی ۳٬۲۵۷ نفر جمعیت دارد و ۹۴۵ متر بالاتر از سطح دریا واقع شده‌است.